# Michael Chaves
Michael Chaves es un director de cine y productor estadounidense, reconocido por su trabajo en Chase Champion, The Maiden (2016), The Curse of La Llorona (2019) y The Conjuring 3 (2021).

## Carrera
Inició su carrera dirigiendo varios cortometrajes, incluyendo The Maiden, el cual ganó un galardón en el Festival Shriekfest en 2016. También creó la serie de televisión Chase Champion, dirigiendo todos sus episodios. Ha dirigido las películas de terror The Curse of La Llorona y The Conjuring 3, ambas producidas por James Wan y relacionadas con el universo de la serie fílmica The Conjuring.

## Filmografía
| Año  | Título                   | Créditos | Créditos | Créditos  | Créditos | Créditos         | Notas        |
| Año  | Título                   | Director | Escritor | Productor | Editor   | Efectos visuales | Notas        |
| ---- | ------------------------ | -------- | -------- | --------- | -------- | ---------------- | ------------ |
| 2009 | Worst Date Ever          | Sí       | No       | No        | Sí       | No               | Cortometraje |
| 2010 | Regen                    | Sí       | Sí       | No        | Sí       | Sí               | Cortometraje |
| 2014 | Massacre Lake            | No       | No       | No        | No       | Sí               | Cortometraje |
| 2014 | Make Note of Every Sound | Sí       | No       | No        | No       | No               | Cortometraje |
| 2016 | The Maiden               | Sí       | Sí       | Sí        | No       | No               | Cortometraje |
| 2019 | The Curse of La Llorona  | Sí       | No       | No        | No       | No               |              |
| 2021 | The Conjuring 3          | Sí       | No       | No        | No       | No               |              |

## Televisión
| Año  | Título         | Créditos | Créditos | Créditos         | Notas     |
| Año  | Título         | Director | Escritor | Efectos visuales | Notas     |
| ---- | -------------- | -------- | -------- | ---------------- | --------- |
| 2010 | The Guild      | No       | No       | Sí               | Serie web |
| 2015 | Chase Champion | Sí       | Sí       | No               | Serie web |